# 奧馬爾·賈比爾
奧馬爾·穆罕默德·賽義德·賈比爾（阿拉伯語：عمر محمود السيد جابر，1992年1月30日—）是一名埃及足球運動員，目前效力於埃及足球甲級聯賽的金字塔，司職右後衛及中場。

## 俱樂部生涯

### 扎馬萊克
賈比爾的青年隊生涯於扎馬萊克度過。2010年7月，他被升上一隊。

### 巴塞爾
2016年5月，與扎馬萊克達成協議，於當年夏季轉會窗口上引進賈比爾，並穿上該隊4號球衣.。5月10日，巴塞爾發表和賈比爾簽下四年合約的消息。他在當年7月24日主場3比0擊敗錫永的比賽上完成聯賽首次亮相，並在烏爾斯·費舍爾的帶領下幫助球隊贏得了2016–17賽季聯賽冠軍，同時球隊達成八連霸及二十座聯賽冠軍的紀錄。此外他們還獲得該賽季瑞士盃冠軍，締造球隊歷史上第六次聯賽和盃賽雙雙奪冠的成就。

### 洛杉磯FC
2018年1月，巴塞爾將賈比爾租借至洛杉磯足球會。

### 金字塔FC
2018年7月12日，洛杉磯FC和賈比爾簽約，然後將他交易到埃及球隊金字塔。

## 國家隊生涯
2011年4月17日，賈比爾在面對賴索托U20的友誼賽上首次代表埃及U20上陣，幫助球隊2比0獲勝。他也代表埃及U20參加於哥倫比亞舉行的2011年國際足總U-20世界盃。
2011年11月27日，賈比爾在對上加彭U23的賽事上首次代表埃及U23上場，最終埃及以1比0擊敗對手。同年他也首次披上埃及國家隊球衣上場。
2018年5月，他入選2018年世界盃足球賽埃及23人名單。

## 成績

### 國家隊成績
更新於2019年10月14日
| 埃及 | 埃及 | 埃及 |
| 年度 | 出賽 | 進球 |
| ---- | ---- | ---- |
| 2011 | 2    | 0    |
| 2012 | 1    | 0    |
| 2013 | 4    | 0    |
| 2014 | 2    | 0    |
| 2015 | 3    | 0    |
| 2016 | 6    | 0    |
| 2017 | 1    | 0    |
| 2018 | 3    | 0    |
| 2019 | 4    | 1    |
| 總計 | 26   | 1    |

### 國家隊進球
| #  | 日期          | 地點           | 對手   | 賽果 | 賽事   |
| -- | ------------- | -------------- | ------ | ---- | ------ |
| 1. | 2019年6月16日 | 埃及亞歷山大港 | 几内亚 | 3–1  | 友誼賽 |

## 榮譽
扎馬萊克
- 埃及足球甲級聯賽：2014–15
- 埃及盃：2012–13、2013–14、2014–15
- 埃及超級杯：2016

巴塞爾
- 瑞士足球超級聯賽：2016–17
- 瑞士盃：2016–17[10]

埃及
- 非洲國家盃亞軍：2017

## 外部連結
- Soccerway資料庫：奧馬爾·賈比爾